# Audi Cup 2009
Audi Cup 2009 – pierwsza edycja turnieju piłkarskiego Audi Cup, która odbyła się w dniach 29–30 lipca 2009 r. na stadionie Allianz Arena w Monachium, w związku z obchodami stulecia marki Audi. W turnieju wzięły udział cztery zespoły z czterech państw świata (trzy zespoły z Europy i jeden z Ameryki Południowej). W turnieju zwyciężyli gospodarze (Bayern Monachium) wygrywając w finale z Manchesterem United, po rzutach karnych 7:6.

## Drużyny
- AC Milan
- Bayern Monachium
- Boca Juniors
- Manchester United

## Mecze turnieju

### Półfinał 1.
| 29 lipca 2009 18:30 | Manchester United · Anderson 23' · Valencia 42' | 2:12:0 | Boca Juniors · Insúa 55' | Allianz Arena Widzów: 69 000 Sędzia: Wolfgang Stark |
|                     |                                                 |        |                          |                                                     |

### Półfinał 2.
| 29 lipca 2009 20:45 | Bayern Monachium · Müller 12', 90' · Schweinsteiger 79' · Sène 89' | 4:11:0 | AC Milan · Pirlo 81' | Allianz Arena Widzów: 69 000 Sędzia: Günter Perl |
|                     |                                                                    |        |                      |                                                  |

### Mecz o 3. miejsce
| 30 lipca 2009 18:30                                    | Boca Juniors · Viatri 87' | 1:1 k. 4:30:1                                   | AC Milan · Thiago Silva 27' | Allianz Arena Widzów: 69 000 Sędzia: Peter Sippel |
|                                                        |                           |                                                 |                             |                                                   |
|                                                        |                           | Rzuty karne                                     |                             |                                                   |
| Martín Palermo · Riquelme · Insúa · Battaglia · Viatri |                           | Ronaldinho · Pirlo · Jankulovski · Silva · Pato |                             |                                                   |

## Zestawienie końcowe klubów
| Pozycja | Drużyna           |
| ------- | ----------------- |
| 1       | Bayern Monachium  |
| 2       | Manchester United |
| 3       | Boca Juniors      |
| 4       | AC Milan          |

## Strzelcy bramek
2 gole
- Thomas Müller (Bayern Monachium)

1 gol
- Anderson (Manchester United)
- Federico Insúa (Boca Juniors)
- Andrea Pirlo (AC Milan)
- Bastian Schweinsteiger (Bayern Monachium)
- Saër Sène (Bayern Monachium)
- Thiago Silva (AC Milan)
- Antonio Valencia (Manchester United)
- Lucas Viatri (Boca Juniors)